# Cleora deletaria
Cleora deletaria är en fjärilsart som beskrevs av Hans Rebel 1910. Cleora deletaria ingår i släktet Cleora och familjen mätare. Inga underarter finns listade i Catalogue of Life.